# Forchhammeria emarginata
Forchhammeria emarginata är en tvåhjärtbladig växtart som beskrevs av Brother Alain. Forchhammeria emarginata ingår i släktet Forchhammeria och familjen Stixaceae. Inga underarter finns listade i Catalogue of Life.